# پل دروازه چشمه شورآب
پل دروازه چشمه شورآب مربوط به دوره پهلوی اول است و در شهرستان سوادکوه، بخش مرکزی، روستای شورآب واقع شده و این اثر در تاریخ ۲۲ مرداد ۱۳۸۴ با شمارهٔ ثبت ۱۳۰۹۱ به‌عنوان یکی از آثار ملی ایران به ثبت رسیده است.